# Monkey Melodies
Monkey Melodies är en amerikansk animerad kortfilm från 1930. Filmen ingår i Silly Symphonies-serien.

## Handling
Filmen skildrar ett gäng apor i en djungel som dansar och sjunger. Bland dessa finns två apor som är förälskade i varandra. Samtidigt ligger ett par hungriga krokodiler i vattnet.

## Rollista
- Walt Disney – apor
- Marcellite Garner – apor
- George Magrill – papegojor
- Purv Pullen – krokodiler[3]